# ماي والاس
ماي والاس (بالإنجليزية: May Wallace)‏ هي ممثلة أمريكية، ولدت في 23 أغسطس 1877 في الولايات المتحدة، وتوفيت في 11 ديسمبر 1938 بلوس أنجلوس في الولايات المتحدة.

## أعمال

### أفلام
- (1925) الطالب الجديد

## وصلات خارجية
- ماي والاس على موقع IMDb (الإنجليزية)
- ماي والاس على موقع أول موفي (الإنجليزية)
- ماي والاس على موقع قاعدة بيانات الأفلام السويدية (السويدية)
- ماي والاس على موقع قاعدة بيانات الفيلم (الإنجليزية)
- ماي والاس على موقع كينوبويسك (الروسية)